# Oliver C. Wiley
Oliver Cicero Wiley, född 30 januari 1851 i Troy i Alabama, död 18 oktober 1917 i Troy i Alabama, var en amerikansk demokratisk politiker. Han var ledamot av USA:s representanthus 1908–1909. Han var bror till Ariosto A. Wiley.
Wiley var verksam som järnvägs- och bankdirektör samt inom oljebranschen. År 1908 efterträdde han Ariosto A. Wiley som kongressledamot och efterträddes 1909 av S. Hubert Dent. Wiley avled 1917 och gravsattes på Oakwood Cemetery i Troy i Alabama.